# جون براكاش
جون براكاش (20 نوفمبر 1974 في ماليزيا - ) هو لاعب كريكت ماليزي. شارك مع منتخب ماليزيا الوطني للكريكت.